# Seoul Station
Seoul Station (서울역 en coreano) es una película coreana de animación y terror de 2016 dirigida por Sang-ho Yeon. Fue estrenada el 5 de mayo de 2017.
Es la precuela animada de Train to Busan. Los personajes son diferentes en ambas películas, y, por otra parte, la depresión de la sociedad sigue vigente. En España se estrenó en los cines en versión original subtitulada al igual que los DVDs que fueron distribuidos por A Contracorriente Films.

## Argumento
Un anciano herido está sangrando, pero nadie le ofrece ayuda, y decide morir en la estación. Acto después una chica corta con su novio, y se dirige a la estación donde el anciano había fallecido, y por sorpresa se encuentra el lugar plagado de zombis. Con ayuda de su padre y su novio, la protagonista intentará sortear los peligros derivados del asedio de los muertos vivientes a la ciudad.

## Reparto
- Ryu Seung-ryong
- Franciska Friede como Hye-Sun
- Joon Lee
- Sang-hee Lee
- Eun-kyung Shim